# 耶格魏爾湖 (諾伊基希)
47°40′38″N 9°41′12″E / 47.67722°N 9.68667°E

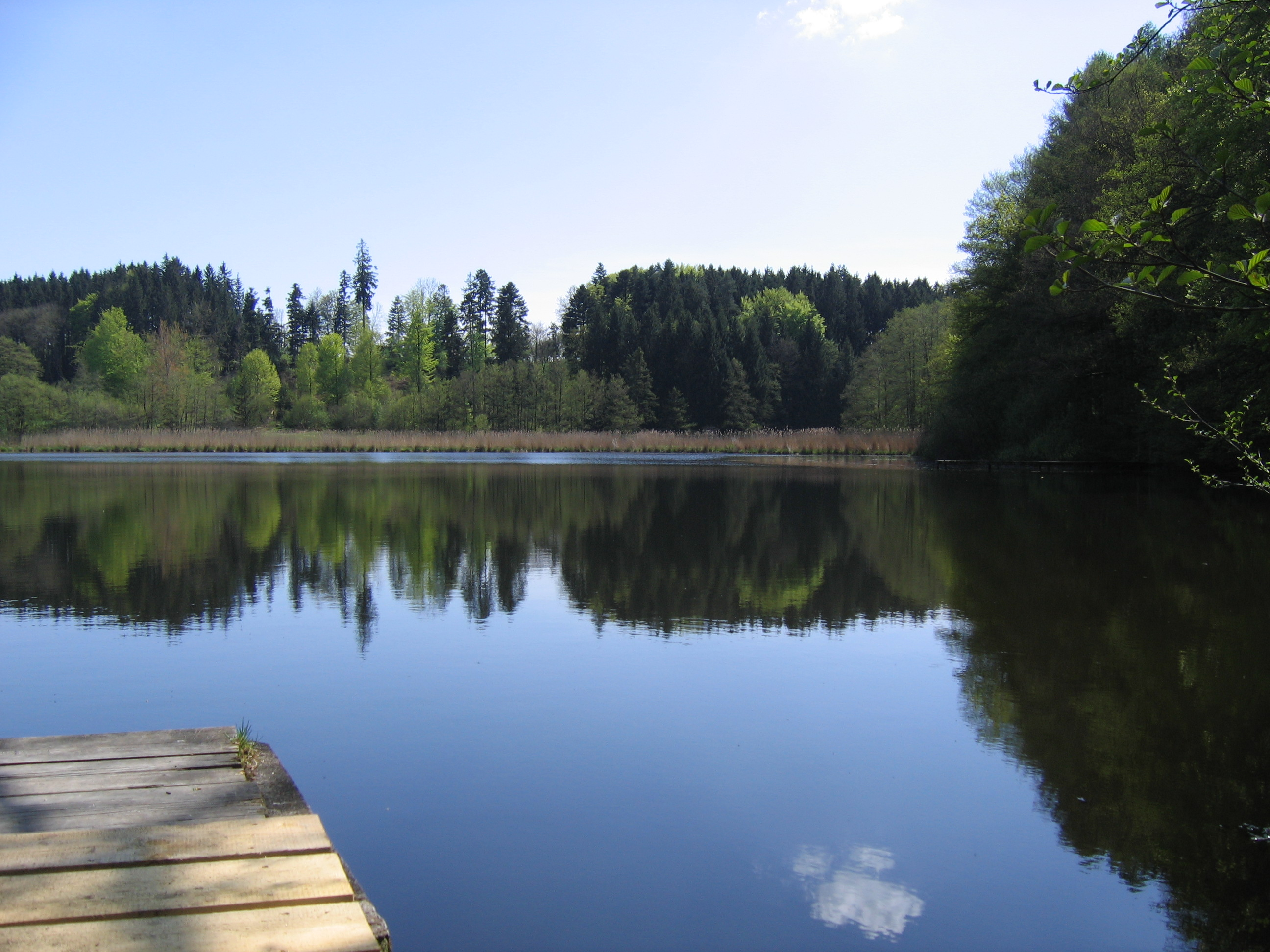

耶格魏爾湖（德語：Jägerweiher），是德國的湖泊，位於該國西南部，由巴登-符騰堡州負責管轄，處於諾伊基希西北面2.5公里，面積0.04平方公里，海拔高度560米。